# Szörcs
A Szörcs egy 2009-2011 között létező magyar internetes kereső szolgáltatás.

## Története
A Szörcs 2009 júniusában indult el privát béta üzemmódban. Az év novemberében a Miner.hu nevű keresővel „szövetkezett”, kihasználva annak blogkereső funkcióját, míg a Miner a Szörcs motorját vette át. A kereső 2010-ben megújult. Ebben benne volt a kinézetváltás, ezáltal a sorrendbe a kereséseket is beleszámították, hozzáadtak beállítási lehetőségeket. (Akkor csak a tartománynév (domain) szerinti tiltást.) Februárban úgy döntöttek, hogy az Indafotó segítségével a felhasználók választhatják ki a hátteret. Az év áprilisában újítások jelentek meg. Ezek közé tartozik a képek és videók megjelenése az oldalsávban, a zenekeresés hallgathatóvá vált. Bekerült szavazás és twitterkeresés is.
A szörcs karrierje szépen felfelé ívelni látszott, amikor azonban 2010 májusában kitudódott, hogy a szörcs egy Google-re épülő keresőmashup szolgáltatás, ami a saját kisebb méretű adatbázisának tartalmát a Google adatbázisával egészíti ki, és ez alapján születik meg a Szörcs listaoldala. Ez a kitudódott körülmény pár nap alatt hatalmas botrányt kavart, ami csak nehezen, több hónap után múlt el.
A botrány kitörése után több ízben is elérhetetlen volt a szörcs. 2011-től pedig még a kezdőoldala sem elérhető, így joggal feltételezhetjük megszűnt az oldal. 2014. szeptember 12-étől a szorcs.hu címen egy, önmagára 13 floor néven hivatkozó oldal található, ami a cukorbetegségről ír.

## Funkciói
A Szörcs egyik funkciója a keresési trendek, mely által könnyebben lehet a legfrissebb aktuális témákat megtalálni. Emellett oldalt képek, videók és hallgatható zenék is megjelennek.

## Külső hivatkozások
- Ahogy kinézett a botrány előtt
- Index: Mit tudnak a magyar keresők?